# Sugarloaf Mountain (Maine)
Pour les articles homonymes, voir Sugarloaf.
Sugarloaf Mountain est une montagne située dans le comté de Franklin (Maine). Il s'agit du second sommet le plus haut de l'État après le mont Katahdin. Sur ses flancs s'est installée une station de sports d'hiver (au nord) : Sugarloaf/USA.